# Club Deportivo Becerril
El Club Deportivo Becerril es un club de fútbol de España, de Becerril de Campos (Palencia). Fue fundado en 1975 y actualmente juega en el Grupo VIII de la Tercera División de España. Su mejor puesto en la historia fue en la tercera división 14-15 en donde finalizaron séptimos quedándose a pocos puntos del playoff a Segunda División B.

## Datos del club
- Temporadas en Primera División: 0.
- Temporadas en Segunda División: 0.
- Temporadas en Segunda División B: 0.
- Temporadas en Tercera División: 18 (incluida temporada 2020-21).
- Mejor puesto en la liga: 7º (Tercera División, temporada 2014-15).
- Puesto actual clasificación histórica 3ª división de España: 419
- Participaciones en Copa del Rey: 1 temporada (2019-20)

## Uniforme
- Uniforme titular: Camiseta morado , pantalón morado y medias blancas.

- Uniforme alternativo: Camiseta blanca, pantalón blanco y medias blancas.

## Estadio
El CD Becerril juega en el Estadio Mariano Haro. El campo es denominado así en honor al exatleta vallisoletano de nacimiento Mariano Haro y exalcalde de la localidad en la que creció Becerril de Campos.

## Jugadores y cuerpo técnico

### Plantilla y cuerpo técnico 2020/21
- En 1.ª y 2.ª desde la temporada 1995-96 los jugadores con dorsales superiores al 25 son, a todos los efectos, jugadores del filial y como tales, podrán compaginar partidos con el primer y segundo equipo. Como exigen las normas de la LFP, los jugadores de la primera plantilla deberán llevar los dorsales del 1 al 25. Del 26 en adelante serán jugadores del equipo filial.
- Como exigen las normas de la RFEF desde la temporada 2019-20 en 2ªB y desde la 2020-21 para 3.ª, los jugadores de la primera plantilla deberán llevar los dorsales del 1 al 22, reservándose los números 1 y 13 para los porteros y el 25 para un eventual tercer portero. Los dorsales 23, 24 y del 26 en adelante serán para los futbolistas del filial, y también serán fijos y nominales.
- Los equipos españoles están limitados a tener en la plantilla un máximo de tres jugadores sin pasaporte de la Unión Europea. La lista incluye solo la principal nacionalidad de cada jugador.La lista incluye sólo la principal nacionalidad de cada jugador. Algunos de los jugadores no europeos tienen doble nacionalidad de algún país de la UE:

## Participaciones en Copa del Rey
Fuente:
| Temporada | Ronda                   | Rival         | Local | Visitante | Global |  | Goleadores           |
| --------- | ----------------------- | ------------- | ----- | --------- | ------ |  | -------------------- |
| 2019-20   | Previa Interterritorial | Urraca CF     | 1-0   | —         | 1-0    |  | Alberto Melero ('29) |
| 2019-20   | Primera ronda (1/64)    | Real Sociedad | 0-8   | —         | 0-8    |  |                      |

- El partido de 1/64 se disputó en el Estadio Nueva Balastera de Palencia el 19-12-19.

Plantilla C.D. Becerril 2019/20

## Palmarés

### Trofeos Amistosos
- Trofeo Ciudad de Benavente (1): 2004